# بییابرده د مدینا
بییابرده د مدینا (به اسپانیایی: Villaverde de Medina) یک شهرستان در اسپانیا است که در استان وایادولید واقع شده‌است.